# 济金绍尔区
济金绍尔区（法語：Région de Ziguinchor）是塞内加尔的一个行政区，首府济金绍尔。济金绍尔区曾被称为下卡萨芒斯区（Basse Casamance）。
济金绍尔区下设比尼奥纳（Bignona）、乌苏耶（Oussouye）和济金绍尔（Ziguinchor）三省。